# طواف إيطاليا 1940
طواف إيطاليا 1940 هو سباق دراجات هوائية أقيم في إيطاليا بتاريخ 17 مايو - 9 يونيو، تكون السباق من 20 مرحلة وامتدّ لمسافة 3574 كم بسرعة 33.240 كم/س، استغرق السباق 107 ساعة 31 دقيقة 10 ثانية. فاز به الإيطالي فاوسطو كوبي.

## الترتيب
| م                     | الدرّاج      | البلد   | الزمن                      |
| --------------------- | ----------- | ------- | -------------------------- |
| الفائز بالترتيب العام | فاوسطو كوبي | إيطاليا | 107 ساعة 31 دقيقة 10 ثانية |
| التسلق                | جينو بارتلي | إيطاليا | -                          |